# Staroměstsko
Staroměstsko est une petite station de ski, située près de Staré Město pod Sněžníkem dans le nord-est de la République tchèque.
Le domaine skiable de Staromestko, composé de pistes d'un niveau technique global facile, est situé sur les pentes de la montagne Králický Sněžník. Il est réparti sur cinq très petites implantations géographiques desservies par quelques téléskis. Ces sous-domaines sont reliés entre eux uniquement par la route et par skibus. La dénivelé maximum et la variété des pistes y est très faible.
La pratique du ski alpin tient sans doute une place moins importante dans le développement touristique local que la pratique du ski de fond en hiver et de la randonnée pédestre en été.